# Pristomyrmex castor
Pristomyrmex castor é uma espécie de formiga do gênero Pristomyrmex, pertencente à subfamília Myrmicinae.